# Deutscher Sohn
Deutscher Sohn ist ein Roman von Ingo Niermann und Alexander Wallasch. Das erste deutschsprachige belletristische Werk über deutsche Heimkehrer aus dem Afghanistankrieg wurde nach seinem Erscheinen 2010 kontrovers diskutiert.

## Inhalt
Der Heimatroman erzählt die Geschichte des Stabsunteroffiziers der Deutschen Bundeswehr Harald Heinemann – genannt Toni, nach dem deutschen Torhüter Schumacher –, der bei einem Selbstmordattentat in der Nähe eines deutschen Bundeswehrcamps bei Kunduz/Afghanistan schwer verletzt und als Kriegsinvalide in die Heimat ausgeflogen wird.
Ins ehemalige Zonenrandgebiet heimgekehrt, lebt er allein im Haus seiner Eltern, die in das Fachwerkhaus der Großeltern in den nahen Harz gezogen sind. Tonis Lebensmittelpunkt wird ein Multifunktionskippsessel, an den ihn seine Verletzung bindet, der Fernseher und ein Lidl-Laptop, auf dem er sich die einschlägigen Angebote örtlicher Prostituierter und Gangbang-Angebote anschaut. Ein Zivildienstleistender mit äthiopischen Wurzeln wird Pfleger und Vertrauter.
Moderne Traumabewältigungstherapien mit Hypnoseschwerpunkten sind Teil eines umfangreichen Behandlungsplans, den ein Bundeswehrkrankenhaus zusammengestellt hat.
Irgendwann taucht die junge Abiturientin Helen im Schlepptau des Äthiopiers auf. Sie fühlt sich zum invaliden Veteranen hingezogen und gehört bald zum ständigen Inventar des Hauses. Helen fasst Vertrauen zu Toni. Zuerst spielerisch, dann immer exzessiver leben sie ihre sexuellen Fantasien aus.
Tonis Familiengeschichte ist auch eine Geschichte der Deutschreligiosität. Sein Vater ist Obmann einer schwindenden Splittergruppe einer Germanischen Glaubens-Gemeinschaft. Ein dunkles Familiengeheimnis hat etwas mit dem ebenfalls deutschreligiösen Müllunternehmer aus der Nachbarschaft zu tun, der seinen Müllberg zu einem Amphitheater umgestalten und dort Richard Wagners Parsifal aufführen will.

## Rezeption
Christopher Schmidt rezensiert für die Süddeutsche Zeitung: „Niermann und Wallasch erzählen voller Wut und Witz von einer traumatischen Realität, die wir gerne wegmoderiert und austherapiert haben möchten, die wir an Profis delegieren, und für die wir gerne eine konsensfähige Lösung hätten, ohne beunruhigende Rückstände, wie sie zuletzt das kleine Fernsehspiel mit dem Heimkehrer-Film ‚Nacht vor Augen‘ geboten hat. Man kann es aber auch ganz anders sagen: Die Autoren legen den Finger in die Wunde, und das tut eben weh.“
Richard Kämmerlings erwiderte in der FAZ, das Lob vom „Finger in [der] Wunde“ sei geschmacklose Metaphorik und Fortsetzung des vom Roman vollzogenen Wirklichkeitsverlusts. Das Buch sei „keineswegs ein realistischer Roman über ein ernstes und wichtiges Thema“, sondern „schlecht“. Der Rezensent sah bei den Figuren deutliche Anleihen an Charlotte Roches Roman „Feuchtgebiete“ bis hin zu der Verwendung von Avocadokernen als Sexspielzeug durch die auch dort „Helen“ genannte Protagonistin. Die Dauererektion des Titelhelden entspreche dem „mutmaßlichen Dauergrinsen der Autoren bei ihrer Arbeit“.
Florian Kessler sah in Die Zeit in der kruden Geschichte voll schwärender Fantasie einen nach dem Hauruck-Verfahren in Tarnfarben gezwängten, verspäteten Poproman. Das Buch habe mit dem Einsatz in Afghanistan ebenso wenig zu tun wie mit den dabei Traumatisierten. Vielmehr leide er an „fortgeschrittener Feuilletonitis: Durchs Kulturdorf getrieben wird immer mit möglichst großem Tamtam die nächste Sau, und ab 2010 war eben Krieg dran.“ Die Autoren mühten sich, „als bekämen sie Zeilengeld von einer Jungszeitschrift“, möglichst viele „Tabubrüchlein“ „durcheinander schwurbeln zu lassen“.
Ingeborg Harms für die Frankfurter Allgemeine Sonntagszeitung: „‚Deutscher Sohn‘ lebt von einem Realismus, der vor keinem menschlichen Faktum zurückschrecken muss, weil er über die Kraft verfügt, es vor dem Klischee zu retten.“ Und „Mit seinen Wahlperioden, seinen Volksbegehren und seinem Erregungsjournalismus, so scheint der Roman zu sagen, ist Deutschland ein hormonell weiblich gesteuertes Land, in dem das Dunkle und Eruptive, das Raunende und Beschwörende, das Ekstatische und das Gefühlige immer noch den Ton angeben.“
Carolin Emcke bezeichnete in Die Zeit das Werk als „erbärmlichen“, „pseudotestosterongeladenen“ und „pop-pornografischen“ Kriegsroman im schwülstigen Sprachduktus aus der Welt der „Pop-, Kommunikations- oder Werbebranche“, angefüllt mit „schlecht geschriebener Banalität“ und entstanden aus dem leicht durchschaubaren Kalkül, mit einem leicht zu vermarktenden Stoff einen ähnlichen popliterarischen Coup wie Charlotte Roches „Feuchtgebiete“ landen und sogar noch toppen zu können. Die „narrativen Bemühungen“, dem Schmerz der Soldaten näher zu kommen, wirkten entsetzlich peinlich. Die Sexfantasien und Onanie-Bemühungen der Protagonisten erweckten den Eindruck, dass die Autoren sogar die Sexpassagen im Internet recherchieren hätten müssen.
Jan Süselbeck befand in der taz: „Junge NPD-Wähler dürften diesen Text mindestens genauso genießen können wie unbelehrbare Popliteraturdandys.“ Nach Protest des Verlages Blumenbar und der Autoren über diesen Teil der Rezension einigte man sich, die Vorwürfe im Rahmen einer Diskussionsrunde im tazcafé neu zu besprechen. Teilnehmer waren im November 2010 Peter Unfried (TAZ-Chefreporter), Jan Süselbeck (Rezensent, Chefredakteur von Literaturkritik.de und Professor für Neuere deutsche Literatur an der Universität Siegen), Ingo Niermann (einer der Romanautoren) und Moritz Baßler (Professor für Neuere deutsche Literatur an der Westfälischen Wilhelms-Universität Münster). Baßler kritisierte die Rezension von Süselbeck und befand: „Es gibt zahlreiche Literatur-Titel, die mit ‚American‘ anfangen, wie beispielsweise ‚American Psycho‘, ‚American Pie‘ oder ‚American Beauty‘. Warum sollte ein Roman also nicht ‚Deutscher Sohn‘ heißen?“ Jan Süselbeck schwächte im Gesprächsverlauf seine Rezension ab, befand aber weiterhin: „Porno und deutsch-religiöse Verflechtungen bestimmen den Roman. Im Verlauf des Romans baut sich ein Netz aus germanisch-mythologischer Familiengeschichte auf.“
Georg Diez schrieb für das Nachrichtenmagazin Der Spiegel, dass in „Deutscher Sohn“ „der Krieg nur als eine Kuriosität zwischen Avocadokernen im Hintern und deutsch-verblasenen Dunkelphantasien“ vorkomme. Für Diez waren die positiven Rezensionen anderer Rezensenten zu Deutscher Sohn im Delirium geschrieben worden. Und den Autoren Niermann und Wallasch diagnostizierte er landestypische Neurosen und sie seien Kindsköpfe oder Befindlichkeitsschreiber.
Martin Halter fasste für die Badische Zeitung zusammen: „Selten hat wohl in der letzten Zeit ein Roman die Kritik so gespalten wie dieses Gemeinschaftswerk von Ingo Niermann und Alexander Wallasch, zwei Autoren aus dem Umfeld der Popliteratur. Die ‚Süddeutsche‘ schwärmte vom ersten ‚großen Roman über die Kriegsheimkehrer unserer Tage‘, der, wenn wir ‚reif für die kalte Wahrheit‘ seien, wie eine Bombe einschlagen müsse; die FAZ bejubelte ein hybrides Meisterwerk, das zwei Jahrhunderte nach Goethe ‚das kosmopolitische Erbe der Klassik neu durchdenkt‘. Andere Kritiker zeigten sich dagegen angewidert von einem rassistischen und frauenfeindlichen Trash-Machwerk: ‚Veteranen-Porno mit Germanen-Kitsch‘.“